# West-Cappel

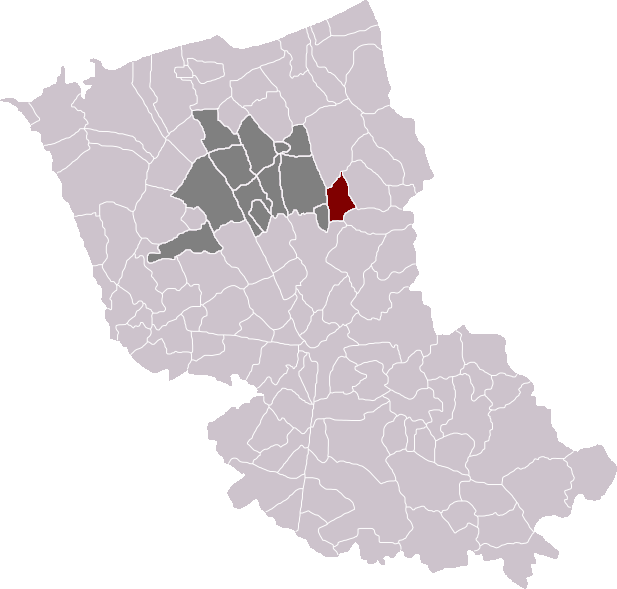
Localització de West-Cappel

West-Cappel  (en neerlandès Westkappel) és un municipi francès, situat a la regió dels Alts de França, al departament del Nord, que forma part de la Westhoek. L'any 2006 tenia 566 habitants. Limita amb Warhem, Rexpoëde, Bambecque, Wormhout, Wylder i Quaëdypre.

## Demografia
| 1962                                       | 1968 | 1975 | 1982 | 1990 | 1999 |
| ------------------------------------------ | ---- | ---- | ---- | ---- | ---- |
| 398                                        | 453  | 453  | 433  | 497  | 526  |
| Des de 1962: població sense dobles comptes |      |      |      |      |      |

## Administració
| Període | Identitat       | Partit        |
| ------- | --------------- | ------------- |
| 2001-   | André Figoureux | Divers droite |